# NGC 6492
NGC 6492 ist eine Spiralgalaxie vom Hubble-Typ Sbc im Sternbild Pfau am Südsternhimmel. Sie ist schätzungsweise 189 Millionen Lichtjahre von der Milchstraße entfernt und hat einen Durchmesser von etwa 145.000 Lichtjahren.
Die Typ-Ia-Supernova SN 2004fv wurde hier beobachtet.
Das Objekt wurde am 22. Juli 1835 von John Herschel mit einem 18-Zoll-Spiegelteleskop entdeckt, der dabei „pF, S, pmE, in direction of the parallel; precedes a star 12m, which is all but involved“ notierte.